# Copa Mundial de Voleibol Femenino de 2003
La Copa Mundial de Voleibol Femenino de 2003 se celebró en siete ciudades de Japón entre el primero al 15 de noviembre de 2003. Las sedes fueron Tokio, Kagoshima, Nagoya, Toyama, Sapporo, Sendai y Osaka.
Mediante este torneo se otorgaron tres cupos para los Juegos Olímpicos de Atenas 2004, que fueron para los tres primeros, las selecciones de China, Estados Unidos y Brasil.

## Equipos participantes
- Japón — Anfitrión
- Egipto — Campeón Africano
- Polonia — Campeón Europeo
- Estados Unidos — Campeón NORCECA
- Brasil — Campeón Sudamericano
- China — Subcampeón Asiático
- Turquía — Subcampeón Europeo
- Cuba — Subcampeón NORCECA
- Argentina — Subcampeón Sudamericano
- Corea del Sur — Bronce Asiático
- Italia — Comodín, invitado por FIVB
- República Dominicana — Comodín, invitado por FIVB

## Modo de disputa
Los doce equipos se enfrentan todos contra todos una vez y al finalizar los enfrentamientos son ordenados en una tabla de posiciones sobre la base de sus resultados, siendo favorable para el equipo que más puntos haya sumado. Para la puntuación se utilizó el sistema FIVB que consiste en: 
- 3 puntos por partido ganado en tres o cuatro sets, es decir 3 a 0 o 3 a 1.
- 2 puntos por partido ganado en cinco sets, 3 a 2.
- 1 punto por partido perdido en cinco sets, 2 a 3.
- 0 puntos por partido perdido en tres o cuatro sets, 0 a 3 o 1 a 3.

En el caso de que se requiera desempatar se realiza una división entre sets ganados y set perdidos y ese número se utiliza para el desempate, siendo favorable al equipo con mayor «cociente». En caso de resultar empatados, se recurre a los puntos ganados y los puntos perdidos de la misma manera.
Los tres mejores equipos acceden a los Juegos Olímpicos.

## Sedes
| Kagoshima                                    | Nagoya                                                 | Sendai                                       | Sapporo                                           |
| -------------------------------------------- | ------------------------------------------------------ | -------------------------------------------- | ------------------------------------------------- |
| Kagoshima Arena                              | Nippon Gaishi Hall                                     | Sendai Gymnasium                             | Hokkaido Prefectural Sports Center                |
| 31°36′05″N 130°32′7″E / 31.60139, 130.53528  | 35°05′45.32″N 136°55′23.78″E / 35.0959222, 136.9232722 | 38°22′0″N 140°59′0″E / 38.36667, 140.98333   | 43°02′40.30″N 141°22′37″E / 43.0445278, 141.37694 |
| Capacidad: 5700                              | Capacidad: 10 000                                      | Capacidad: 5704                              | Capacidad: 8000                                   |
|                                              |                                                        |                                              |                                                   |
| Tokio                                        | Toyama                                                 | Osaka                                        | Osaka                                             |
| Gimnasio Nacional Yoyogi                     | Gimnasio de la ciudad de Toyama                        | Domo Namihaya                                | Gimnasio de la Prefectura de Osaka                |
| Capacidad: 13 291                            | Capacidad: 5000                                        | Capacidad: 6000                              | Capacidad: 8000                                   |
| 35°40′03″N 139°42′01″E / 35.66750, 139.70028 | 37°59′00″N 137°21′00″E / 37.98333, 137.35000           | 34°42′57″N 135°35′39″E / 34.71583, 135.59417 | 34°39′42″N 135°29′57″E / 34.66167, 135.49917      |
|                                              |                                                        |                                              |                                                   |

## Partidos

### Primera fecha

#### Sitio A
- Lugar: Gimnasio Nacional Yoyogi en Tokio.[3][4]
  - Sábado 1 de noviembre

| Corea del Sur | 2 – 3 | Estados Unidos | 21-25 19-25 25-21 25-22 13-15 |
| Italia        | 3 – 0 | Egipto         | 25-13 25-11 25-13             |
| Argentina     | 0 – 3 | Japón          | 16-25 20-25 23-25             |

- Domingo 2 de noviembre

| Italia         | 3 – 0 | Corea del Sur | 25-14 25-19 25-17 |
| Estados Unidos | 3 – 0 | Argentina     | 25-11 25-14 25-14 |
| Japón          | 3 – 0 | Egipto        | 25-10 25-15 25-21 |

- Lunes 3 de noviembre

| Estados Unidos | 3 – 0 | Italia        | 25-22 25-22 25-19             |
| Egipto         | 0 – 3 | Argentina     | 14-25 13-25 16-25             |
| Japón          | 3 – 2 | Corea del Sur | 23-25 25-21 26-28 25-15 15-12 |

#### Sitio B
- Lugar: Kagoshima Arena en Kagoshima.[3][4]
  - Sábado 1 de noviembre

| República Dominicana | 1 – 3 | Cuba    | 15-25 17-25 25-22 19-25       |
| Brasil               | 1 – 3 | China   | 25-14 18-25 19-25 16-25       |
| Turquía              | 2 – 3 | Polonia | 28-26 25-27 25-20 11-25 12-15 |

- Domingo 2 de noviembre

| República Dominicana | 3 – 1 | Polonia | 25-21 25-17 25-27 25-21 |
| China                | 3 – 0 | Cuba    | 25-20 25-17 25-19       |
| Brasil               | 3 – 1 | Turquía | 27-29 25-19 25-23 25-10 |

- Lunes 3 de noviembre

| China   | 3 – 0 | República Dominicana | 25-12 25-12 25-15             |
| Polonia | 0 – 3 | Brasil               | 19-25 18-25 18-25             |
| Cuba    | 2 – 3 | Turquía              | 25-22 25-22 20-25 23-25 14-16 |

### Segunda fecha

#### Sitio A
- Lugar: Nagoya Rainbow Hall en Nagoya.[3][5]
  - Miércoles 5 de noviembre

| Estados Unidos | 3 – 0 | Egipto    | 25-16 25-17 25-20       |
| Corea del Sur  | 3 – 0 | Argentina | 25-21 25-16 25-16       |
| Italia         | 3 – 1 | Japón     | 25-22 25-19 15-25 25-11 |

- Jueves 6 de noviembre

| Egipto    | 0 – 3 | Corea del Sur  | 10-25 11-25 13-25 |
| Argentina | 0 – 3 | Italia         | 12-25 16-25 18-25 |
| Japón     | 0 – 3 | Estados Unidos | 15-25 22-25 19-25 |

#### Sitio B
- Lugar: Sendai City Gymnasium en Sendai.[3][5]
  - Miércoles 5 de noviembre

| Cuba   | 3 – 0 | Polonia              | 25-19 27-25 27-25             |
| Brasil | 3 – 2 | República Dominicana | 17-25 25-18 24-26 26-24 15-07 |
| China  | 3 – 1 | Turquía              | 25-10 24-26 25-21 25-21       |

- Jueves 6 de noviembre

| Polonia | 0 – 3 | China                | 16-25 19-25 17-25             |
| Turquía | 3 – 0 | República Dominicana | 25-22 25-18 25-23             |
| Cuba    | 2 – 3 | Brasil               | 23-25 16-25 39-37 28-26 09-15 |

### Tercera fecha

#### Sitio A
- Lugar: Hokkaido Prefectural Sports Center en Sapporo.[3][6]
  - Viernes 8 de noviembre

| Estados Unidos | 2 – 3 | Polonia              | 21-25 29-31 25-22 25-21 12-15 |
| Italia         | 3 – 0 | República Dominicana | 25-13 25-15 25-17             |
| Japón          | 3 – 0 | Turquía              | 25-21 25-16 25-16             |

- Sábado 9 de noviembre

| Italia         | 3 – 0 | Polonia              | 25-15 25-17 25-22             |
| Estados Unidos | 3 – 2 | Turquía              | 24-26 25-22 26-24 22-25 15-10 |
| Japón          | 3 – 1 | República Dominicana | 25-17 23-25 25-19 26-24       |

- Domingo 10 de noviembre

| Estados Unidos | 3 – 0 | República Dominicana | 25-17 25-22 25-21             |
| Italia         | 3 – 1 | Turquía              | 20-25 25-18 25-21 25-20       |
| Japón          | 3 – 2 | Polonia              | 25-22 25-20 22-25 23-25 15-11 |

#### Sitio B
- Lugar: Toyama City Gymnasium en Toyama.[3][6]
  - Viernes 8 de noviembre

| Cuba   | 3 – 0 | Argentina     | 25-15 25-16 25-19 |
| Brasil | 3 – 0 | Egipto        | 25-14 25-08 25-18 |
| China  | 3 – 0 | Corea del Sur | 25-10 25-19 25-14 |

- Sábado 9 de noviembre

| Cuba   | 3 – 0 | Egipto        | 25-15 25-10 25-16 |
| China  | 3 – 0 | Argentina     | 25-16 25-15 25-19 |
| Brasil | 3 – 0 | Corea del Sur | 25-18 25-21 26-24 |

- Domingo 10 de noviembre

| Cuba   | 3 – 2 | Corea del Sur | 23-25 25-18 18-25 25-17 15-13 |
| Brasil | 3 – 0 | Argentina     | 25-18 25-19 25-12             |
| China  | 3 – 0 | Egipto        | 25-11 25-16 25-11             |

### Cuarto fecha

#### Sitio A
- Lugar: Namihaya Dome en Osaka.[3][7]
  - Miércoles 13 de noviembre

| Italia         | 0 – 3 | Cuba   | 22-25 22-25 22-25             |
| Estados Unidos | 2 – 3 | China  | 20-25 25-20 26-24 20-25 11-15 |
| Japón          | 0 – 3 | Brasil | 21-25 21-25 23-25             |

- Jueves 14 de noviembre

| Estados Unidos | 0 – 3 | Brasil | 15-25 23-25 20-25             |
| Italia         | 0 – 3 | China  | 24-26 18-25 20-25             |
| Japón          | 3 – 2 | Cuba   | 15-25 25-19 21-25 25-21 15-13 |

- Viernes 15 de noviembre

| Italia         | 1 – 3 | Brasil | 20-25 12-25 25-23 19-25 |
| Estados Unidos | 3 – 0 | Cuba   | 25-23 25-18 25-17       |
| Japón          | 0 – 3 | China  | 18-25 18-25 13-25       |

#### Sitio B
- Lugar: Osaka Prefectural Gymnasium en Osaka.[3][7]
  - Miércoles 13 de noviembre

| República Dominicana | 0 – 3 | Corea del Sur | 20-25 21-25 16-25 |
| Polonia              | 3 – 0 | Argentina     | 25-16 25-18 25-21 |
| Turquía              | 3 – 0 | Egipto        | 25-20 25-15 25-08 |

- Jueves 14 de noviembre

| Polonia              | 3 – 0 | Corea del Sur | 25-19 27-25 25-21 |
| Turquía              | 3 – 0 | Argentina     | 25-14 25-18 25-21 |
| República Dominicana | 3 – 0 | Egipto        | 25-14 25-15 25-19 |

- Viernes 15 de noviembre

| Turquía              | 3 – 0 | Corea del Sur | 25-22 25-18 25-17       |
| República Dominicana | 3 – 1 | Argentina     | 25-17 25-22 18-25 26-24 |
| Polonia              | 3 – 0 | Egipto        | 25-16 25-15 25-10       |

## Posiciones finales
| Equipo | Equipo               | Pts | PG | PP | SG | SP | Coef  | PF  | PC  | Coef  |
| ------ | -------------------- | --- | -- | -- | -- | -- | ----- | --- | --- | ----- |
| 1.º    | China                | 22  | 11 | 0  | 33 | 4  | 8,250 | 898 | 608 | 1,477 |
| 2.º    | Brasil               | 21  | 10 | 1  | 31 | 7  | 4,429 | 932 | 691 | 1,349 |
| 3.º    | Estados Unidos       | 19  | 8  | 3  | 28 | 13 | 2,154 | 942 | 837 | 1,125 |
| 4.º    | Italia               | 18  | 7  | 4  | 22 | 14 | 1,571 | 827 | 717 | 1,153 |
| 5.º    | Japón                | 18  | 7  | 4  | 22 | 19 | 1,158 | 869 | 865 | 1,036 |
| 6.º    | Cuba                 | 17  | 6  | 5  | 24 | 18 | 1,333 | 946 | 889 | 1,064 |
| 7.º    | Turquía              | 16  | 5  | 6  | 22 | 20 | 1,100 | 914 | 856 | 1,068 |
| 8.º    | Polonia              | 16  | 5  | 6  | 18 | 22 | 0,818 | 873 | 888 | 0,983 |
| 9.º    | Corea del Sur        | 14  | 3  | 8  | 11 | 26 | 0,625 | 805 | 850 | 0,947 |
| 10.º   | República Dominicana | 14  | 3  | 8  | 11 | 26 | 0,423 | 592 | 868 | 0,682 |
| 11.º   | Argentina            | 12  | 1  | 10 | 4  | 30 | 0,133 | 617 | 812 | 0,760 |
| 12.º   | Egipto               | 11  | 0  | 11 | 0  | 33 | 0     | 464 | 825 | 0,562 |

|  |                             |
|  | Clasificados a Atenas 2004. |